# Nicolaes a Kempis
Nicolaes a Kempis ook Nicolaas, Nicolaus of Nicolas (geboren ca. 1600 - 1676) was een barokcomponist en organist werkzaam in Brussel.

## Leven
Weinig biografische gegevens zijn tot nog toe uit de archieven opgedoken. Hij was componist en organist en in die laatste functie nam hij in 1626 de functie over van Anthoen van den Kerckhoven aan de Brusselse collegiale kerk van Sint-Goedele. Tussen 1670 en 1672 volgde zijn zoon Joannes Florentius a Kempis hem op als organist aan de Brusselse collegiale kerk van Sint-Goedele.

## Werk
De sonates uit zijn in Antwerpen uitgegeven vier boeken met Symphoniae (1642-1649) behoren tot de oudste van de Nederlanden en zijn bedoeld voor huiselijk gebruik. Met deze sonates introduceert hij, voor zover ons bekend als eerste, de stijl en technieken van de Italiaanse vioolmuziek van Girolamo Frescobaldi, Marco Uccellini, Giovanni Battista Fontana, Dario Castello of Biagio Marini (die in 1626 in Brussel was) in de Zuidelijke Nederlanden.
Ze zijn geschreven voor viool en basso continuo of in de vorm van een triosonate (twee violen en een basso continuo of viool, viola da gamba en basso continuo. Enkele werken zijn bedoeld voor vier of vijf instrumenten, waarbij zink, viool, trombone, tenor- of basgamba of beide worden vermeld. De oudst bekende chaconne in de muziek van de Zuidelijke Nederlanden, wordt ook hier aangetroffen. Een bijzonder plaatselijke noot in deze aan de Italiaanse smaak schatplichtige sonates, is de Symphonia Octava Den lustelijcken Mey uit het opus 3, XII, waarin het populaire, al uit de 16e eeuw bekende Nederlandse lied muzikaal wordt geciteerd. De enkele tweestemmige motetten die aan de Symphoniæ werden toegevoegd zijn meer bezadigd en traditioneel; de muziek volgt er de tekst op de voet en madrigalismen worden enkel discreet aangewend.

## Gepubliceerde werken
- Symphoniæ unius, duorum, trium vioninorum, Authore Nicolao a Kempis, [...], Antwerpiæ, Apud Heredes Petri Phalesij ad insigne Davidis Regis, 1644
- Symphoniæ unius, duorum, trium, IV. et V. instrumentorum adjunctæ quatuor 3. instrumentorum & duarum vocum, Auctore Nicolao a Kempis, [...], Operis secundi liber primus. [...], Antwerpiæ, Apud Magdalenam Phalesia ad insigne Davidis Regis, 1647
- Symphoniæ unius, duorum, trium, IV. et V. instrumentorum adjunctæ quatuor 3. instrumentorum & duorum vocum, Auctore Nicolao a Kempis, [...], Opus tertium et ultimum, [...], Antwerpiæ, Apud Magdalenam Phalesia ad insigne Davidis Regis.
- Symphoniæ unius, duorum, trium IV. V. et VI. instrumentorum, Auctore Nicolao a Kempis, [...], Opus quartum, [...], Antwerpiæ, Apud Magdalenam Phalesia ad insigne Davidis Regis (enkel de gambapartij is bewaard gebleven).
- Een vijfde publicatie waarvan men weet heeft, die van Missae et motetta, is verloren gegaan.

- Biblioteca Nacional de España: XX1749966
- Bibliothèque nationale de France: cb13985075w (data)
- Gemeinsame Normdatei: 128704195
- International Standard Name Identifier: 0000 0001 0868 1750
- Library of Congress Control Number: n81045677
- MusicBrainz: 5323bb24-6a21-4979-b12e-1a392f474f5b
- Nationale Bibliotheek van Israël: 987007385392105171
- Nederlandse Thesaurus van Auteursnamen: 074916297
- Système universitaire de documentation: 158879384
- Virtual International Authority File: 8445747
- WorldCat: E39PBJgH9KrwJVpFXKHDqtPmh3